# Guarino (nome)
Guarino  è un nome proprio di persona italiano maschile.

## Varianti
- Alterati: Guerino[2], Guerrino[3][4], Varino
- Femminili: Guarina, Guerina, Guerrina

### Varianti in altre lingue
- Germanico: Warin[2]
- Francese antico: Guarin[2]
- Latino: Varinus, Guarinus

## Origine e diffusione
Dal nome germanico Warin che, tratto dalla radice war (o waran, "difesa", "guardia"), può essere tradotto come "il difensore" (o "il protettore", o "che difende", o altre varianti sul tema). La stessa radice si ritrova anche nel nome Guarniero. Da questo nome potrebbe inoltre essere derivato l'inglese Warren. Potrebbe derivare dal prenome Guarino, derivato dal germanico werra, "attacco".
Attestato già dal VII secolo nelle forme latinizzate Varinus e Guarinus, il nome si diffuse in Italia anche nella variante Guerino, di tradizione francone (dal francese Guérin). La forma Guerrino, invece, può rappresentare o un'ulteriore variante di Guerino o, in alternativa, un diminutivo del nome medievale Guerra, piuttosto comune nell'onomastica antica - anche come abbreviazione di nomi quali Vinciguerra, Fortinguerra, etc.
A proposito della sua diffusione in Italia, il nome Guarino è accentrato al Nord, soprattutto in Emilia-Romagna.
Guarino è anche un cognome, che troviamo, ad esempio, in un atto del 1270. Varianti del cognome sono Guarini, Guerin, Guerini, Guerrini e Guerrisi (Guerrisius nobile soldato-giudice menzionato per la prima volta in un documento del 1186 del ”Codice diplomatico del Regno di Carlo I e II d’Angio” e nei documenti del 1196 al 1213 dell'antica città di Dragonara).

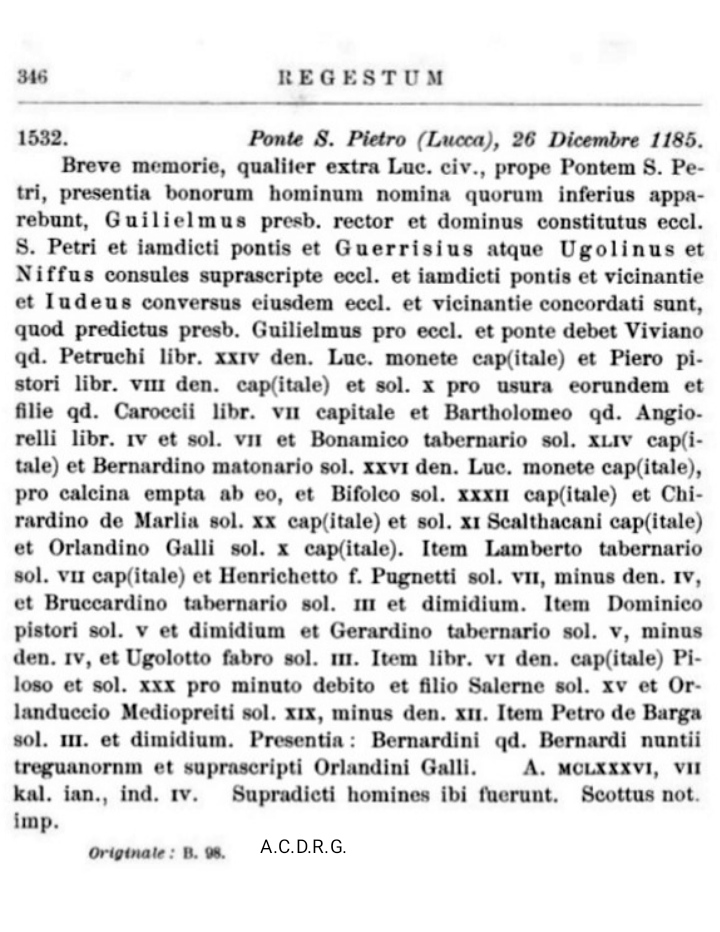
Guerrisius clericus beneficiario 1181-1185

La variante Guerrisi è tipicamente reggina; Varini è lombardo, modenese e reggiano; Varin è friulano; Guerini è chiaramente lombardo; Guerrini e Guerrino compaiono nel nord Italia; Guerrin è veneziano; Guarino è panitaliano.

## Onomastico
L'onomastico si può festeggiare il 6 febbraio in ricordo di san Guarino, vescovo di Palestrina, o anche il 27 agosto in memoria di san Guarino, vescovo di Sion.

## Persone
- Guarino, cavaliere normanno

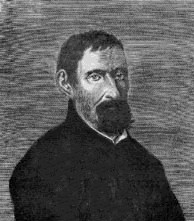
Guarino Guarini

- Guarino di Sion, abate e vescovo cattolico francese
- Guarino Guarini, architetto e teorico dell'architettura italiano
- Guarino Moretti, vero nome di Willie Moretti, criminale italiano naturalizzato statunitense
- Guarino Veronese o da Verona, poeta e umanista italiano

### Variante Guerino

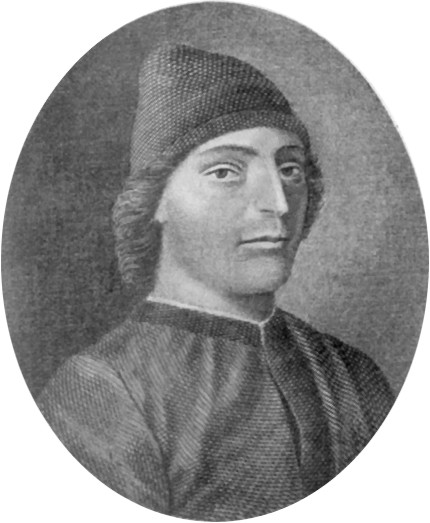
Guarino Veronese

- Guerino di Poitou, conte di Parigi e Poitou
- Guerino di Turgovia, conte di Turgovia
- Guerino I di Sassonia, abate dell'Abbazia di Corvey
- Guerino di Domfront, nobile
- Guerino di Metz, nobile
- Guerino FitzGerold Ciambellano, nobile
- Guerino FitzGerold, nobile e cavaliere britannico
- Guerino di Lisle, nobile
- Guerino I d'Alvernia, conte d'Alvernia, Borgogna, Chalon e Mâcon
- Guerino de Montaigú, Gran Maestro dell'Ordine dei Cavalieri dell'Ospedale di San Giovanni di Gerusalemme
- Guerino di Provenza, conte d'Alvernia, Autun e di Provenza
- Guerino di Tolosa, conte d'Autun e Tolosa
- Guerino Gottardi, calciatore e allenatore di calcio svizzero
- Guerino Grimaldi, arcivescovo cattolico italiano
- Guerino Testa, politico italiano

### Variante Guerrino
- Guerrino Amelli, letterato italiano
- Guerrino Carraro, calciatore italiano
- Guerrino Cattaneo, calciatore italiano
- Guerrino Cerebuch, arbitro di pallacanestro italiano
- Guerrino Crivello, attore italiano
- Guerrino Cucchi, sindacalista italiano
- Guerrino Ghedina, bobbista italiano
- Guerrino Maculan, cuoco italiano
- Guerrino Rossi, calciatore e allenatore di calcio italiano
- Guerrino Striuli, calciatore italiano
- Guerrino Tosello, ciclista su strada italiano

### Variante femminile Guerrina
- Guerrina Fabbri, contralto italiano

### Altre varianti
- Varino Favorino, vescovo cattolico e letterato italiano

## Curiosità
- Troncato, è presente nel nome della rivista Guerin Sportivo. Il titolo si ispira all'opera di Andrea da Barberino Il Guerrin Meschino.